# Porta autoalineada

Diagrama d'un MOSFET estàndard

En la tecnologia de fabricació d'electrònica de semiconductors, una porta autoalineada és una característica de fabricació de transistors mitjançant la qual l'elèctrode de porta d'un MOSFET (transistor d'efecte de camp d'òxid metàl·lic i semiconductor) s'utilitza com a màscara per al dopatge de les regions d'origen i drenatge. Aquesta tècnica garanteix que la porta estigui alineada de manera natural i precisa amb les vores de la font i el desguàs.
L'ús de portes autoalineades en transistors MOS és una de les innovacions clau que va provocar un gran augment de la potència de càlcul a la dècada de 1970. Les portes autoalineades encara s'utilitzen en la majoria dels processos moderns de circuits integrats.
Aleshores, l'oblia s'exposa a una varietat de processos que afegeixen o eliminen materials de les parts de l'hòstia que no estan protegides pel fotoresistent. En un procés comú, l'oblia s'escalfa a uns 1000 C i després s'exposa a un gas que conté un material dopant (normalment bor o fòsfor) que canvia les propietats elèctriques del silici. Això permet que el silici es converteixi en un donant d'electrons, receptor d'electrons o gairebé aïllant depenent del tipus i/o quantitat del dopant. En un IC típic, aquest procés s'utilitza per produir els transistors individuals que formen els elements clau d'un IC.
Al MOSFET, les tres parts d'un transistor són la font, el drenatge i la porta (vegeu el diagrama). L'"efecte de camp" del nom fa referència als canvis en la conductivitat que es produeixen quan es col·loca una tensió a la porta. El punt clau és que aquest camp elèctric pot fer que la regió del "canal" que separa la font i el drenatge es converteixi en el mateix tipus que la font-drenatge, activant així el transistor. Com que no flueix corrent de la porta al desguàs, l'energia de commutació d'un FET és molt petita en comparació amb els anteriors tipus de transistors d'unió bipolar on la porta (o la base, com es coneixia) estava en línia amb el corrent.